# 冷泉明融
冷泉 明融（れいぜい みょうゆう／めいゆう、 ? - 天正10年〈1582年〉8月）は戦国時代の公卿、僧、歌人。藤原定家の子孫。なお、「明融」の読みについては明融本の項を参照。
冷泉為和の長子。生年は不明だが為益の兄にあたる。若年のころに出家し、等覚院と称して時宗の25代藤沢上人の弟子となったらしい。
『言経卿記』慶長11年（1606年）8月25日条に「故明融二十五回忌」とあることから、逆算して天正10年（1582年）8月の死没だと推定されている。
定家筆『源氏物語』の模写本（明融本）の存在により有名となる。